# Aeroportul Regional Huntsville
Aeroportul Regional Huntsville (IATA: HTV, ICAO: KUTS, FAA LID: UTS) este un aeroport din Huntsville⁠(d), Comitatul Walker, Texas, Texas, Statele Unite ale Americii ce deservește zona Huntsville⁠(d). Aeroportul a fost tranzitat în 2019 de 36 de pasageri. A fost numit după zona deservită.
Situat la o altitudine de 110 m, aeroportul dispune de 1 pistă.

## Infrastructură

### Piste
Aeroportul dispune de o singură pistă. Pista 18/36 are suprafața de asfalt și dimensiunile 5.005 picioare × 100 picioare. 